# 克里斯·坎普斯基
克里斯多福·約翰·坎普斯基（英語：Christopher John Kempczinski，1967/1968年—）是一名美國企業家，現任麥當勞總裁兼執行長。

## 早年生活
坎普斯基出生於麻薩諸塞州波士頓，在俄亥俄州辛辛那提長大。他的父親理查德·坎普斯基（Richard Kempczinski）是辛辛那提大學醫學中心外科教授兼血管外科主任，母親安·瑪麗·坎普斯基（Ann Marie Kempczinski）是辛辛那提露台公園小學教師。1987年，他從辛辛那提郊區的印第安山高中畢業。
坎普斯基於1991年獲得杜克大學學士學位，1997年獲得哈佛商學院工商管理碩士學位。

## 職業生涯
坎普斯基的職業生涯始於寶潔公司的品牌管理部門，並在其肥皂部門工作了四年，之後前往哈佛商學院深造。畢業後，他成為波士頓諮詢公司的管理顧問，主要從事消費品和製藥方面的工作。
2000年，坎普斯基加入百事公司企業策略與發展部，2006年擔任百事可樂北美飲料部非碳酸飲料行銷副總裁。
在加入麥當勞之前，坎普斯基曾在卡夫食品公司擔任成長計畫執行副總裁和卡夫國際總裁。他於2015年9月離開卡夫。
坎普斯基於2015年底加入麥當勞全球策略團隊，並於2016年10月升任麥當勞美國公司總裁，負責管理約14,000家餐廳的業務營運。2019年11月，他接替史蒂夫·伊斯特布魯克擔任總裁兼執行長。伊斯特布魯克因違反公司政策與一名員工發生關係而被解僱。加入公司後不久，坎普斯基就著手在高階主管和其他員工中創造「更專業的文化」，專注於人力資源。
2020年11月，坎普斯基推出了一種新的數位化銷售方法，主要用於駕車直達、送貨上門和取貨，即「拱門加速」（Accelerating the Arches）。
2021年，坎普斯基就他在麥當勞私下發表的關於兒童槍殺案的言論向員工和公眾道歉。在與芝加哥市長蘿莉·萊特富特的通信中，他指責受害者的父母：「在這兩起事件中，父母辜負了那些孩子，我知道這是你不能說的。更難解決。」。交流內容的發表「引發了憤怒」。芝加哥民間團體和國際服務僱員工會要求坎普斯基道歉，稱「你的訊息內容是無知的、種族主義的，從任何人嘴裡說出來都是不可接受的，更不用說麥當勞的執行長了。」。
為因應俄羅斯入侵烏克蘭，坎普斯基決定無限期暫停公司在烏克蘭所有餐廳的銷售和運營，同時繼續向烏克蘭員工提供補償。最初在俄羅斯也實施了類似的營運變革，直到5月麥當勞宣布完全撤出在該國的業務。他的計劃影響俄羅斯的853家餐廳和大約62,000名員工。
2022年，坎普斯基在芝加哥經濟俱樂部發表演講，表達對犯罪對城市商業影響的擔憂，並鼓勵公私合作以加強安全。

## 榮譽
坎普斯基獲得印第安山基金會頒發的傑出校友獎，並被NRF基金會（全國零售聯合會的慈善分支機構）評為「塑造零售業未來」的人物。

## 董事會席位和協會
- 麥當勞公司董事會[27]
- 寶潔公司董事會[28]
- 麥當勞叔叔之家慈善基金受託人[29]

## 個人生活
坎普斯基已婚並育有兩個孩子。他跑過馬拉松，截至2020年，他每週至少跑80公里。